# 1912년 하계 올림픽 사이클
1912년 하계 올림픽 사이클은 1912년 7월 7일 일요일 맬라렌호 인근 도로에서 경기가 치러졌다. 개인 경주, 즉 도로 독주 (time trial) 방식으로 치러졌으며, 올림픽 역사상 유일하게 트랙 사이클링 경기는 열리지 않았다.

## 참가 선수의 정의
이번 대회 사이클 종목에 참가하는 선수는 국제사이클연맹 (Union Cycliste Internationale)에 가입된 국가사이클협회의 결정에 따라 연맹측이나 협회측에서 인증서를 발급받도록 하였다.
세부적인 규정으로는 "국제사이클연맹 또는 상기한 연맹에 소속된 기관의 인증서를 보유한 아마추어 선수에게만 출전이 허가된다. 해당 인증서의 사본이 각 출전 신청서에 첨부되어야 한다"고 되어 있었다.

## 경기 결과

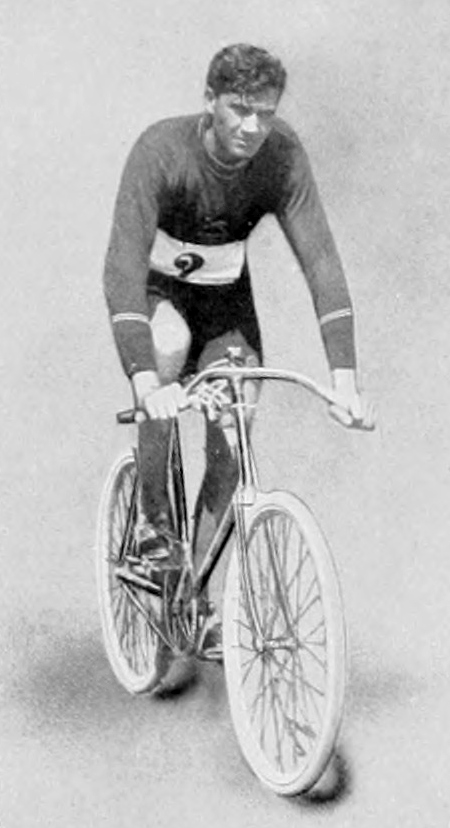
루돌프 루이스

| 종목                  | 금                                                                     | 은                                                                           | 동                                                               |
| --------------------- | ---------------------------------------------------------------------- | ---------------------------------------------------------------------------- | ---------------------------------------------------------------- |
| 개인 도로 독주 자세히 | 루돌프 루이스 (RSA)                                                    | 프레데릭 그루브 (GBR)                                                        | 칼 슈트 (USA)                                                    |
| 단체 도로 독주 자세히 | 스웨덴 (SWE) · 에리크 프리보리 · 랑나르 말름 · 악셀 페르손 · 알고트 뢴 | 영국 (GBR) · 프레데릭 그루브 · 레오너드 미어디트 · 찰스 모스 · 윌리엄 해먼드 | 미국 (USA) · 칼 슈트 · 앨빈 로프트스 · 앨버트 크루셸 · 월터 마틴 |

## 참가국
이번 대회에서는 16개국 123명의 선수가 참가하였다.
| - 오스트리아 (6) - 벨기에 (1) - 보헤미아 (5) - 캐나다 (2) - 칠레 (4) - 덴마크 (8) - 핀란드 (5) - 프랑스 (12) |  | - 독일 (11) - 영국 (26) - 헝가리 (5) - 노르웨이 (6) - 러시아 (10) - 남아프리카 공화국 (1) - 스웨덴 (12) - 미국 (9) |

## 메달 순위
| 순위       | 나라              | 금 | 은 | 동 | 합계 |
| ---------- | ----------------- | -- | -- | -- | ---- |
| 1          | 남아프리카 공화국 | 1  | 0  | 0  | 1    |
| 1          | 스웨덴            | 1  | 0  | 0  | 1    |
| 3          | 영국              | 0  | 2  | 0  | 2    |
| 4          | 미국              | 0  | 0  | 2  | 2    |
| 합계 (4개) | 합계 (4개)        | 2  | 2  | 2  | 6    |